# Jessica Alba
Jessica Marie Alba (Pomona, 28 aprile 1981) è un'attrice e imprenditrice statunitense.
Attiva in televisione e al cinema fin da adolescente, ha raggiunto una discreta popolarità nei primi anni duemila, grazie al ruolo di protagonista nella serie televisiva Dark Angel e, sul grande schermo, in pellicole quali Honey (2003), Sin City (2005), I Fantastici 4 (2005) e Tutte pazze per Charlie (2007).
Inserita ogni anno nella sezione "Hot 100" della rivista Maxim dal 2003 al 2007, è stata votata come la donna più sexy del mondo da tale rivista nel 2001 e da FHM nel 2007 .
Nel gennaio 2012 fonda, insieme ad altri collaboratori, The Honest Company, azienda specializzata nella commercializzazione di prodotti non tossici per il mercato del consumo consapevole. Nel 2014 la società raggiunge 170 milioni di dollari di vendite e nell'agosto 2015 viene valutata 1,7 miliardi di dollari. L'attrice possiede dal 15% al 20% della start-up.

## Biografia
Nata in California, ma vissuta fino ai 9 anni in diverse zone degli Stati Uniti (tra cui Mississippi e Texas), Jessica Alba è figlia di un pilota aeronautico di origini messicane e greca, Mark Alba, e di madre metà franco-canadese e metà danese, Catherine Alba, nata Jensen. Ha un fratello più giovane di lei, Joshua, che negli Stati Uniti è un attore piuttosto conosciuto. L'infanzia di Jessica è stata caratterizzata da numerose malattie (atelectasia, polmonite 4-5 volte all'anno, rottura dell'appendice e una cisti tonsillare), cosa che le provocò un certo isolamento: pare che passasse così tanto tempo in ospedale da non avere il tempo di sviluppare amicizie durature con i bambini suoi coetanei. Sempre durante l'infanzia, ha sofferto anche di disturbi ossessivo-compulsivi. In seguito, quando la sua famiglia si trasferì in California, la sua salute migliorò notevolmente. Si diplomò all'età di 16 anni e successivamente frequentò l'Atlantic Theater Company.

### Carriera

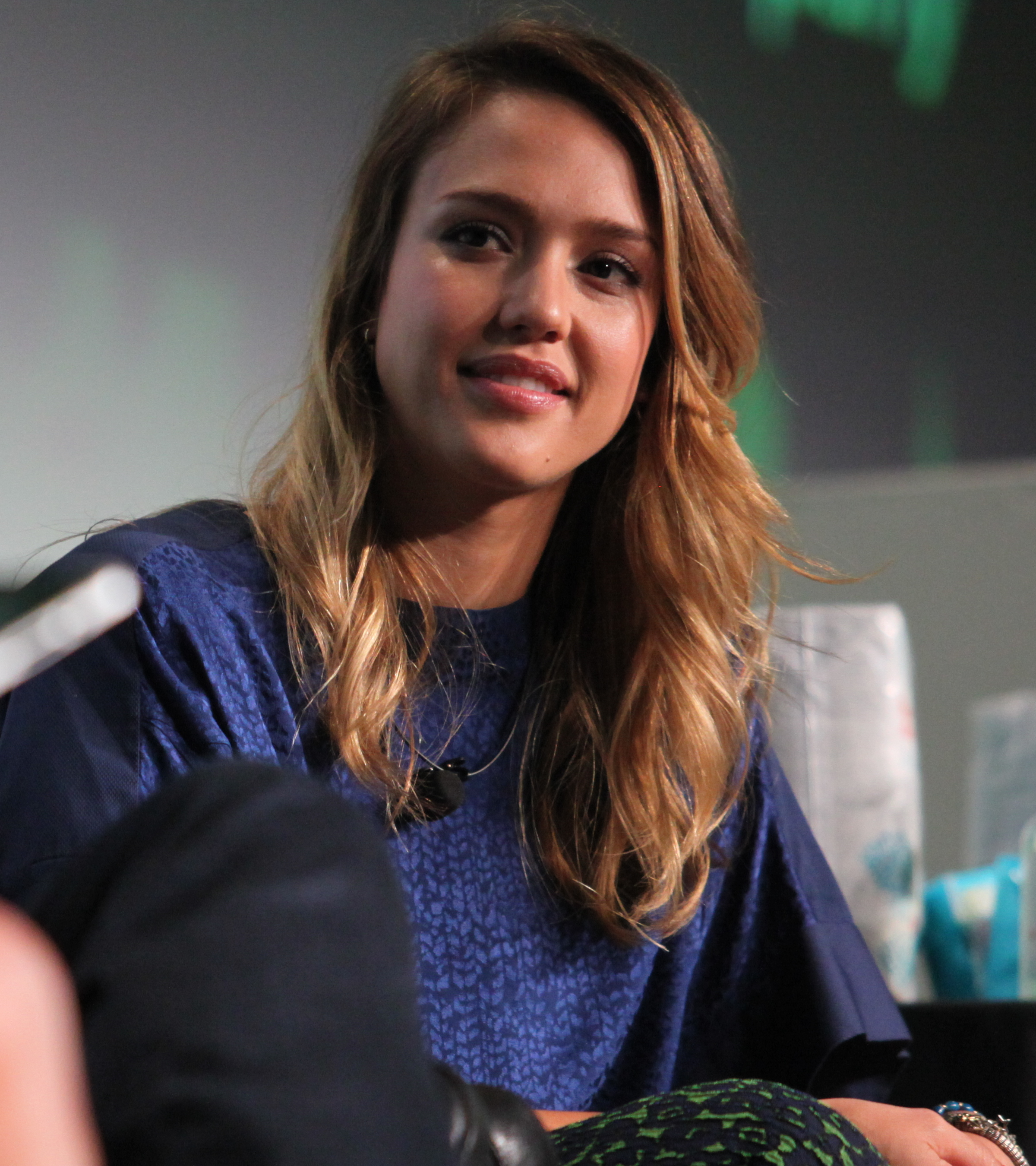
Jessica Alba a San Francisco nel 2012

Desiderosa fin da piccola di diventare attrice, inizia a studiare recitazione intorno ai dodici anni, il suo debutto cinematografico è nel 1993, con il film Vacanze a modo nostro: scritturata per un ruolo minore, poco tempo dopo ne ottiene il ruolo principale a causa dell'improvvisa rinuncia della protagonista originaria.
Entra nel mondo della televisione, prima con due spot nazionali e poi con le serie Il mondo segreto di Alex Mack, dove compare tre volte, e nel 1995 con Le nuove avventure di Flipper, per il quale si trasferisce in Australia, dove recita per due stagioni interpretando la ragazzina Maya Graham. Dopo altre apparizioni televisive (tra cui due puntate di Beverly Hills 90210), e cinematografiche (tra cui la commedia Mai stata baciata), nel 2000 è la protagonista della serie televisiva di James Cameron, Dark Angel: grazie a questo telefilm accresce la propria notorietà, riceve vari premi per le sue doti di attrice e si lega sentimentalmente all'attore coprotagonista Michael Weatherly.
Dopo due pellicole interessanti ma di scarsa distribuzione (Paranoid e Piccolo dizionario amoroso, quest'ultimo mai uscito nelle sale italiane, ma soltanto in DVD), Jessica interpreta nel 2003 la commedia musicale Honey. Durante l'anno successivo compare nei principali talk show e sulle copertine di varie riviste, firmando lucrosi contratti di sponsorizzazione, primo fra tutti quello con L'Oréal, mentre nel 2005 torna al cinema da protagonista con il ruolo di Nancy Callahan in Sin City e nella parte di Sue Storm, alias la donna invisibile, ne I Fantastici 4 (ruolo che riprenderà anche nel seguito I Fantastici 4 e Silver Surfer), e ancora in Trappola in fondo al mare, in cui interpreta Sam, la fedele compagna del protagonista.
Nel 2009 oltre ad essere scelta come testimonial di Campari, dove realizza uno spot diretto da Jean-Paul Goude, viene scelta anche come protagonista del loro calendario, fotografata da Mario Testino. Nel 2010 recita in diversi film: The Killer Inside Me, Vi presento i nostri, Machete e Appuntamento con l'amore.
Nel 2011 è protagonista nella pellicola Spy Kids 4 - È tempo di eroi accanto ad Alexa Vega. Nel 2015 partecipa al videoclip Bad Blood della cantante Taylor Swift.
Nel 2016, è diventata consulente di Arnold Schwarzenegger nello show televisivo The Celebrity Apprentice. Per quanto riguarda il mondo cinematografico, interpreta accanto a Lily Rabe il thriller horror The Veil, si unisce al cast messo insieme da Kevin Connolly per la sua commedia d'avventura, Dear Eleanor e interpreta la fidanzata dell'eroe, Jason Statham, nella produzione d'azione Mechanic: Resurrection. Nessuno dei progetti suscitò l'entusiasmo della critica.
Nel 2017, ha partecipato al primo reality show di Apple per la piattaforma Apple Music nello spettacolo Planet of the apps, insieme a diversi imprenditori. Nello stesso anno è uscita la commedia d'azione El Camino Christmas in cui interpreta una giornalista. Nel 2024 è protagonista del film d'azione Trigger Warning, distribuito su Netflix.

## Immagine

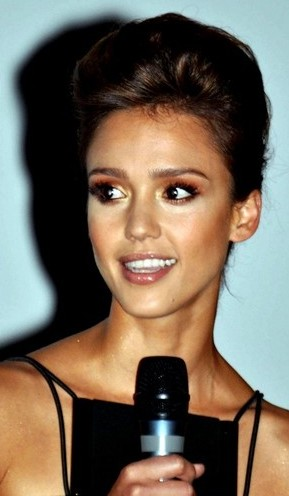
Jessica Alba alla presentazione di The Killer Inside Me (2010)

Nel 2006 i lettori di Askmen.com hanno votato Jessica Alba numero 1 nella classifica delle 99 donne più desiderabili, mentre nel 2007, Maxim Magazine l'ha piazzata alla posizione numero 2 della sua "Top 100", dopo Lindsay Lohan. Sia GQ che In Style avevano la Alba sulle loro copertine di giugno, mentre a maggio, dopo otto milioni di voti, FHM (edizioni inglesi e americane) ha nominato l'attrice come "Donna più sexy nel Mondo nel 2007". Jessica ha poi continuato a essere considerata una delle donne più attraenti del mondo, essendo stata nominata nella "Hot 100" di Maxim nel 2008.
Sempre nel 2006, Jessica ha ricevuto anche un MTV Movie Award per la "Performance più sexy " in riferimento ad alcune scene del film Sin City. In precedenza, aveva ricevuto un Teen Choice Awards e un Saturn Award come miglior attrice televisiva per il suo ruolo in Dark Angel.

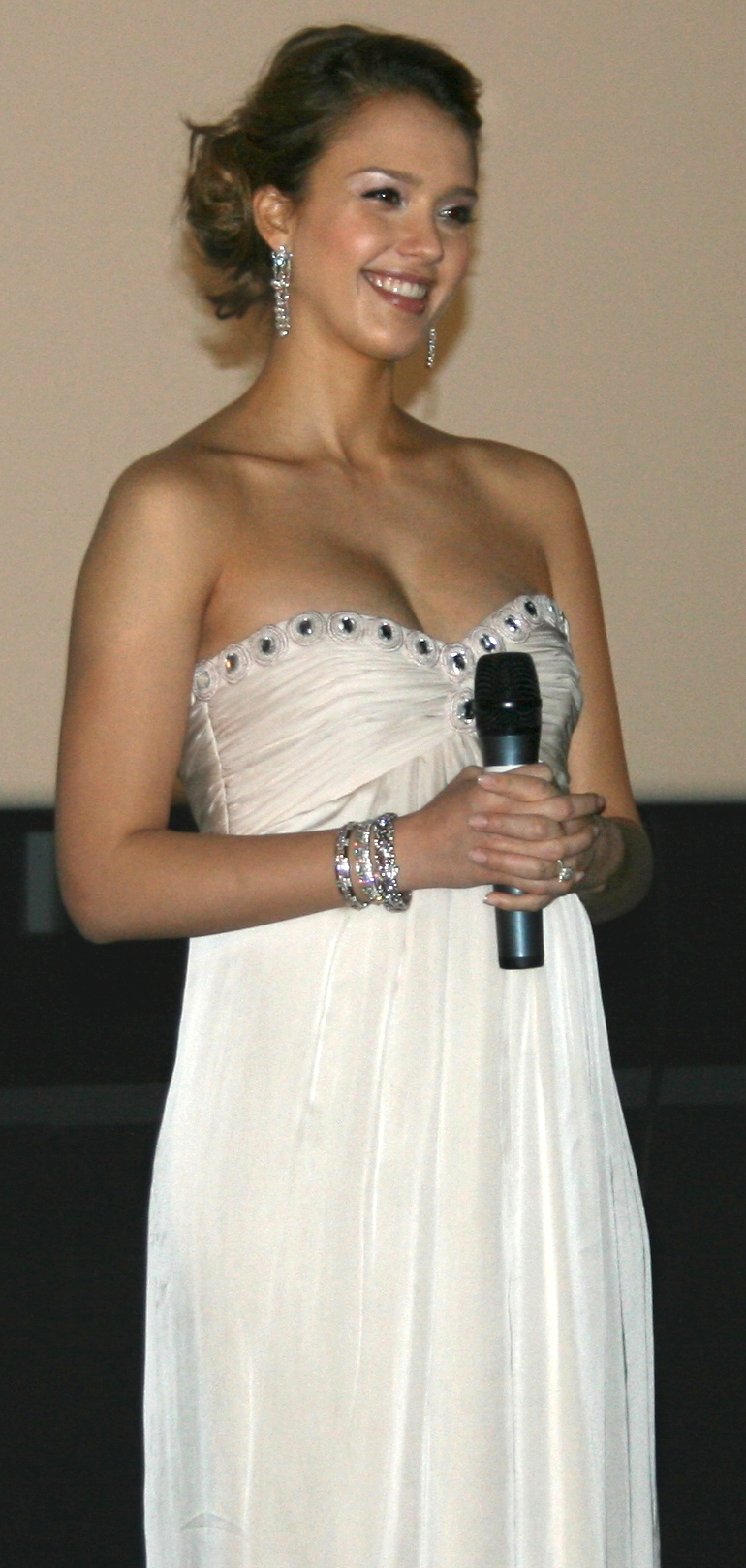
Jessica Alba alla prima di The Eye (2008)

Il 2 marzo 2006 Jessica fece causa alla celebre rivista Playboy per avere utilizzato una sua foto in bikini come copertina del mese. La rivista, che pure aveva nominato Jessica "Sexy Star" dell'anno, aveva pubblicato, senza il suo consenso, un'immagine dell'attrice tratta dal film Trappola in fondo al mare dando l'apparenza che si potesse trattare di un'immagine di nudo. In una successiva intervista, l'attrice ha poi affermato di aver successivamente rifiutato un'offerta per posare sulla stessa rivista, perché il comportamento di Playboy nei suoi confronti aveva seriamente danneggiato la sua immagine di attrice e di ragazza. Ciononostante Jessica ritirò la propria denuncia dopo aver ricevuto le scuse personali dal direttore della rivista Hugh Hefner, il quale elargì in beneficenza parte dei profitti derivanti dalle vendite del numero di Playboy contestato.
In un'altra intervista l'attrice ha affermato di non volere più recitare in ruoli considerati da lei «troppo sexy». Durante le riprese del film Tutte pazze per Charlie (2007), nella scena del bacio con l'attore Dane Cook Jessica Alba ha perso un dente.
Nel 2007 la rivista statunitense AskMen ha classificato l'attrice al terzo posto nella classifica delle donne più desiderate del pianeta.
Jessica Alba ha manifestato il timore di venire identificata con lo stereotipo della "gatta sexy", basato sull'offerta dei ruoli che riceve. In un'intervista ha dichiarato di voler esser presa sul serio come attrice ma crede di aver bisogno di fare film a cui altrimenti non sarebbe interessata per costruirsi una carriera, affermando che spera davvero di essere più selettiva per quanto riguarda i progetti dei film. Jessica mantiene anche una clausola che non contempla il nudo nel suo contratto. Le fu data l'opzione di apparire nuda in Sin City dai registi del film, Frank Miller e Robert Rodríguez, ma lei declinò l'offerta, dicendo, «Non faccio del nudo. Non lo faccio e basta. Forse è questo che mi renderebbe un'attrice di scarso livello. Forse non sarò selezionata per certe cose. Ma ho troppa ansia.» Ha sottolineato in un servizio fotografico per GQ, in cui era poco vestita, che «Non volevano che indossassi mutande da nonnina, ma io dissi, "Se sarò in topless ho bisogno di indossarle"». Nel marzo 2010, ha riaffermato questa posizione su Scarlet Magazine, dichiarando «Posso recitare in maniera sexy e posso indossare abiti sexy, ma non posso girare nuda». Nel film Machete il personaggio di Jessica Alba appare in un nudo integrale, ma l'attrice ha girato la scena indossando biancheria intima poi rimossa digitalmente in postproduzione.

## Vita privata
Dal 2000 al 2003 è stata legata all'attore Michael Weatherly.
Si è sposata nel 2008 con Cash Warren, produttore cinematografico; la coppia ha tre figli: Honor Marie (2008), Haven Garner (2011) e Hayes (2017). A gennaio 2025 annuncia la separazione dal marito e dopo qualche mese ufficializzano il divorzio.

## Filmografia

### Cinema
- Vacanze a modo nostro (Camp Nowhere), regia di Jonathan Prince (1994)
- Venus Rising, regia di Leora Barish e Edgar Michael Bravo (1995)
- P.U.N.K.S., regia di Sean McNamara (1999)
- Mai stata baciata (Never Been Kissed), regia di Raja Gosnell (1999)
- Giovani diavoli (Idle Hands), regia di Rodman Flender (1999)
- Paranoid, regia di John Duigan (2000)
- Piccolo dizionario amoroso (The Sleeping Dictionary), regia di Guy Jenkin (2003)
- Honey, regia di Bille Woodruff (2003)
- Sin City, regia di Robert Rodriguez (2005)
- I Fantastici 4 (Fantastic Four), regia di Tim Story (2005)
- Trappola in fondo al mare (Into the Blue), regia di John Stockwell (2005)
- Molto incinta (Knocked Up), regia di Judd Apatow – cameo (2007)
- I Fantastici 4 e Silver Surfer (Fantastic Four: Rise of the Silver Surfer), regia di Tim Story (2007)
- The Ten, regia di David Wain (2007)
- Tutte pazze per Charlie (Good Luck Chuck), regia di Mark Helfrich (2007)
- Awake - Anestesia cosciente (Awake), regia di Joby Harold (2007)
- Ti presento Bill (Meet Bill), regia di Bernie Goldmann e Melisa Wallick (2007)
- The Eye, regia di David Moreau e Xavier Palud (2008)
- Love Guru (The Love Guru), regia di Marco Schnabel (2008)
- Appuntamento con l'amore (Valentine's Day), regia di Garry Marshall (2010)
- The Killer Inside Me, regia di Michael Winterbottom (2010)
- Machete, regia di Robert Rodriguez (2010)
- I numeri dell'amore (An Invisible Sign), regia di Marilyn Agrelo (2010)
- Vi presento i nostri (Little Fockers), regia di Paul Weitz (2010)
- Spy Kids 4 - È tempo di eroi (Spy Kids: All the Time in the World), regia di Robert Rodriguez (2011)
- Fuga dal pianeta Terra (Escape from Planet Earth), regia di Cal Brunker – voce (2013)
- Machete Kills, regia di Robert Rodriguez (2013)
- A.C.O.D. - Adulti complessati originati da divorzio (A.C.O.D.), regia di Stu Zicherman (2013)
- Sin City - Una donna per cui uccidere (Sin City: A Dame to Kill For), regia di Robert Rodriguez e Frank Miller (2014)
- Stretch - Guida o muori (Stretch), regia di Joe Carnahan (2014)
- Il fidanzato di mia sorella (Some Kind of Beautiful), regia di Tom Vaughan (2014)
- Barely Lethal - 16 anni e spia (Barely Lethal), regia di Kyle Newman (2015)
- Entourage, regia di Doug Ellin – cameo (2015)
- Anime gemelle (Baby, Baby, Baby), regia di Brian Klugman (2015)
- Verità sepolte (The Veil), regia di Phil Joanou (2016)
- Mechanic: Resurrection, regia di Dennis Gansel (2016)
- Dear Eleanor, regia di Kevin Connolly (2016)
- El Camino Christmas, regia di David E. Talbert (2017)
- Killers Anonymous, regia di Martin Owen (2019)
- Trigger Warning, regia di Mouly Surya (2024)

### Televisione
- Il mondo segreto di Alex Mack (The Secret World of Alex Mack) – serie TV, episodi 1x01-1x02-1x05 (1994)
- Le nuove avventure di Flipper (Flipper) – serie TV, 26 episodi (1995-1997)
- ABC Afterschool Specials – serie TV, episodio 25x01 (1996)
- Chicago Hope – serie TV, episodio 2x18 (1996)
- Brooklyn South – serie TV, episodio 1x12 (1998)
- Beverly Hills 90210 (Beverly Hills, 90210) – serie TV, episodi 8x23-8x24-8x25 (1998)
- Love Boat - The Next Wave – serie TV, episodio 1x02 (1998)
- Dark Angel – serie TV, 42 episodi (2000-2002)
- Entourage – serie TV, episodio 1x02 (2004)
- The Office – serie TV, episodio 5x14 (2009)
- The Spoils of Babylon – miniserie TV, 4 episodi (2014)
- L.A.'s Finest – serie TV, 26 episodi (2019-2020)

### Videoclip
- J.A.D.A. di Jadakiss ft. Sheek (2003)
- Sexy di Shawn Desman (2003)
- I Just Had Sex dei The Lonely Island (2010)
- Bad Blood di Taylor Swift (2015)
- Gabriela di Katseye (2025)

## Riconoscimenti parziali
- Golden Globe

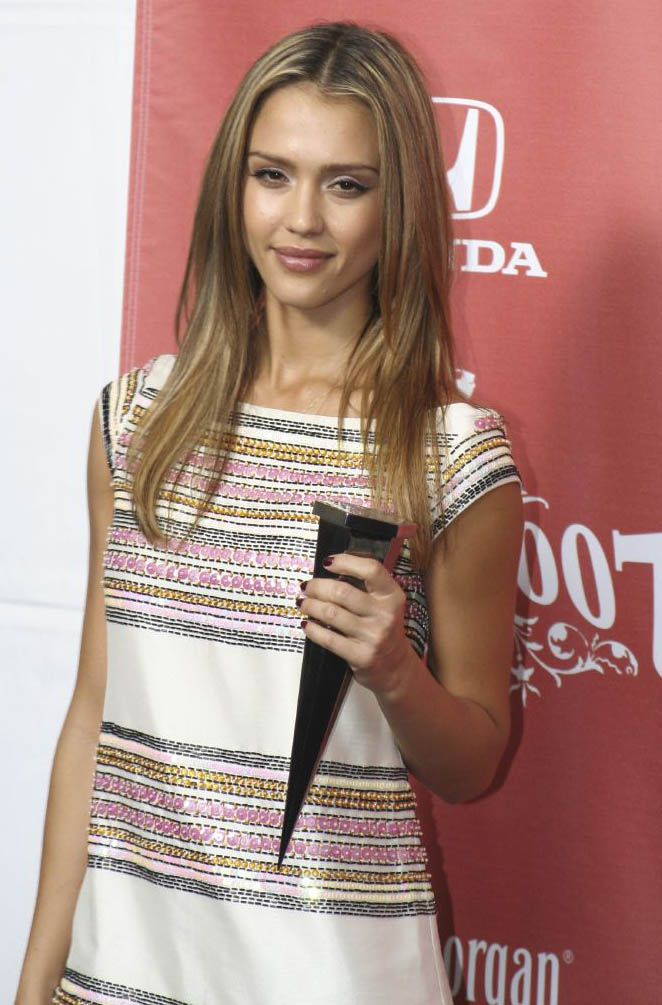
Jessica Alba nel 2007

  - 2001 – Candidatura alla miglior attrice in una serie drammatica per Dark Angel
- E! People's Choice Awards
  - 2008 – Candidatura all'attrice protagonista preferita
  - 2008 – Candidatura all'attrice preferita in un film d'azione
- MTV Movie Awards
  - 2006 – Candidatura alla miglior eroina per I Fantastici Quattro
  - 2006 – Candidatura alla miglior performance di gruppo per I Fantastici Quattro
  - 2006 – Performance più sexy per Sin City
- Razzie Awards
  - 2005 – Candidatura alla peggior attrice protagonista per I Fantastici 4 e Trappola in fondo al mare
  - 2007 – Candidatura alla peggior attrice protagonista per Awake - Anestesia cosciente, I Fantastici 4 e Silver Surfer e Tutte pazze per Charlie
  - 2007 – Candidatura alla peggior coppia per Awake - Anestesia cosciente, Tutte pazze per Charlie e I Fantastici 4 e Silver Surfer
  - 2008 – Candidatura alla peggior attrice protagonista per The Eye e Love Guru
  - 2010 – Peggior attrice non protagonista per The Killer Inside Me, Vi presento i nostri, Machete e Appuntamento con l'amore

## Doppiatrici italiane
Nelle versioni in italiano delle opere in cui ha recitato, Jessica Alba è stata doppiata da:
- Myriam Catania in Le nuove avventure di Flipper, P.U.N.K.S., Dark Angel, Sin City, The Eye, The Killer Inside Me, Machete, Vi presento i nostri, Spy Kids 4 - È tempo di eroi, Machete Kills, Sin City - Una donna per cui uccidere, Stretch - Guida o muori, Barely Lethal - 16 anni e spia, Entourage, Verità sepolte, Mechanic: Resurrection, El Camino Christmas, Trigger Warning
- Barbara De Bortoli in Honey, Awake - Anestesia cosciente, Love Guru, Dear Eleanor
- Roberta Pellini in I Fantastici Quattro, Trappola in fondo al mare, I Fantastici Quattro e Silver Surfer
- Connie Bismuto in Mai stata baciata, Paranoid
- Valentina Favazza in The Ten, A.C.O.D. - Adulti complessati originati da divorzio
- Rossella Acerbo in Giovani diavoli
- Teresa Pascarelli in Piccolo dizionario amoroso
- Eleonora De Angelis in Tutte pazze per Charlie
- Rachele Paolelli in Ti presento Bill
- Laura Latini in Appuntamento con l'amore
- Valentina Mari in I numeri dell'amore
- Federica De Bortoli in Il fidanzato di mia sorella
- Stella Musy in L.A.'s Finest

Da doppiatrice è sostituita da:
- Francesca Fiorentini in Fuga dal pianeta Terra